# وادي بيسام
وادي بيسام مقاطعة من منطقة كانم في تشاد. أنشئت بموجب مرسوم بتاريخ 19.2.2008.